# Аркинто, Альберико
Альберико Аркинто (итал. Alberico Archinto; 8 ноября 1698, Милан, Миланское герцогство — 30 сентября 1758, Рим, Папская область) — итальянский куриальный кардинал. Титулярный архиепископ Никеи с 30 сентября 1739 по 24 мая 1756. Апостольский нунций в Тоскане с 17 ноября 1739 по апрель 1746. Апостольский нунций в Польше с 1 марта 1746 по 12 марта 1754. Губернатор Рима и Вице-камерленго Святой Римской Церкви с 14 сентября 1754 по 5 апреля 1756. Государственный секретарь Святого Престола и префект Священной Конгрегации Священной Консульты с 10 сентября 1756 по 30 сентября 1758. Вице-канцлер Святой Римской Церкви с 20 сентября 1756 по 30 сентября 1758. Кардинал-священник с 5 апреля 1756, с титулом церкви Сан-Маттео-ин-Мерулана с 24 мая по 20 сентября 1756. Кардинал-священник с титулом церкви Сан-Лоренцо-ин-Дамазо с 20 сентября 1756 по 30 сентября 1758.